# پژو تیپ ۱۶
پژو تیپ ۱۶ (Peugeot Type 16) خودرویی است که در سال‌های ۱۸۹۷ تا ۱۹۰۰ تولید شده‌است.
این خودرو در کلاس خودرو خانواده قرار گرفته، طراحی آن خودروهای موتور جلو-محور عقب بوده است.
موتور آن ۲۴۲۳ سی‌سی است.